# Ust´-Donieckij
Ust´-Donieckij (ros. Усть-Донецкий) – osiedle typu miejskiego w Rosji, w obwodzie rostowskim, ośrodek administracyjny rejonu ust-donieckiego. W 2010 liczyło 11 817 mieszkańców.

## Urodzeni
- Aleksandr Iwanik – rosyjski kajakarz.